# Eurycentrum goodyeroides
Eurycentrum goodyeroides är en orkidéart som beskrevs av Henry Nicholas Ridley. Eurycentrum goodyeroides ingår i släktet Eurycentrum och familjen orkidéer. Inga underarter finns listade i Catalogue of Life.